# Дишане
Дишането (на латински: respiratio, мед. респирация) е основен физиологичен процес, при който живите същества поемат кислород от въздуха и го транспортират до органите и тъканите, като вдишаният кислород участва в метаболитните процеси. При това се разрушават определени органични вещества, освобождава се включената в тях химическа енергия и се отделят вода и въглероден диоксид, които се извеждат от дихателната система чрез издишване.
При дишането се поема кислород, който се получава при фотосинтезата на растенията. Всички организми дишат с различен ритъм, според големината и физиологичните и видовите характеристики, без прекъсване. Според начина на дишане живите същества се разделят на аероби и анаероби. Дишането зависи както от външните фактори на средата, така и от вътрешни, например емоционални. Дихателната функция при животните включва в себе си два паралелни процеса. От една страна непрекъснато постъпва кислород, нужен за на организма за окислителните процеси, а от друга непрекъснато се обработва и отделя въглеродният диоксид. При висшите животни дишането може да се раздели на четири последователни етапа, включващи обмяна на кислород и други газове между атмосферния и алвеоларния въздух, преминаването им от алвеоларното пространство към кръвта и обратно, свързване и транспорт на газовете и обмяна на газовете между кръвта и тъканите. При едноклетъчните кислородът постъпва чрез проста дифузия от околната среда. В обратна посока се отделя въглеродният диоксид. Подобен е механизмът при нисшите червеи и други типове нисши животни. При повечето многоклетъчни обаче това става с помощта на специализирани дихателни органи.
Непосредственото постъпване на кислород и газове чрез повърхността на организмите се нарича кожно дишане. То е застъпено особено при нисшите животни, но се наблюдава дори и при човека. При насекомите дишането се осъществява чрез своеобразни системи от въздухоносни ходове, които пронизват цялото тяло. За осъществяване на дишането във водна среда са се развили различни по строеж и функция хриле. При птиците дихателната система се е видоизменила с цел подпомагане на летателния процес.

## Дихателната система
Дихателната система е съставена от бели дробове (в които се извършва дишането) и горна част на дихателната система: нос, фаринкс, ларинкс, трахея, като белите дробове, които са основен орган на дихателната система, са разположени в гръдния кош, бронхиално дърво и алвеоли .

### Особености на дихателната система
Дихателната система при сухоземните животни се състои от въздухоносни пътища, бял дроб, париетална и висцерална плевра. Те са разположени в херметично затворения гръден кош (с изключение на земноводните и змиите, при които липсва гръден кош). Освен тях в процеса на дишане участват и аферентни и еферентни проводни нервни пътища със сложно устроен дихателен център. Въздухоносните пътища от своя страна анатомично се подразделят на горни и долни. Горните дихателни пътища започват от носната кухина и завършват с гласната цепка на ларинкса. Долните дихателни пътища са трахеята, бронхите и бронхиолите. Като се започне от бифуркацията на трахеята и се достигне до алвеолите, всеки клон на бронха или бронхиола се дели на два клона дихотомно. При човека те са 23 на брой.
Около 30% от вдишания от човека въздух не достига активната дихателна повърхност на алвеолите и остава в дихателните пътища. Този въздух не участва в газовата обмяна. Въпреки това обаче преминаването на въздуха през въздухоносните пътища има полезен ефект, който се състои в:
- Вдишаният въздух привежда в контакт мирисните дразнители с рецепторите на мирисния анализатор.
- В дихателните пътища се намират важни рецепторни полета на важни защитни рефлекси. В горните на кихането, а в долните на кашлянето.
- Тук се затопля въздуха и така се предпазват алвеолите от вредното въздействие на студения въздух.
- В лигавицата на дихателните пътища има множество секреторни клетки. Същите отделят слуз, която защитава организма от вредното въздействие на попадналите с въздуха микроорганизми.
- Серозният епител изпълнява секреторна функция, която допълнително спомага за овлажняването на вдишания въздух. В някои случаи се усилва изпарението, а от там и отделянето на топлина.

Белите дробове не притежават двигателни елементи, а само епителна тъкан с еластични влакна. Ето защо ролята му при дишането е пасивна и зависи от гръдната и диафрагмалната мускулатура. Краищата на въздухоносните пътища завършват с микроскопични мехурчета – алвеоли. Разгънатата им повърхност надхвърля 100 пъти тази на тялото. Тънката им стена и богатата кръвоснабденост допълнително спомагат за лесната обмяна на газове между организма и атмосферния въздух. Белият дроб е разположен в гръдната кухина. Покрити са с висцерална плевра, а гръдната стена отсреща е застлана от париетална плевра. Между двата листа на плеврата се създава потенциална цепнатина, изпълнена с плеврална течност. По този начин в процеса на дишане двете плеври се хлъзгат и избягват триенето между органите и тъканите.

## Механизъм на дихателните движения
Дихателните движения на стените на гръдния кош диафрагмата предизвикват принудително разширение и свиване на белите дробове. При вдишване или издишване поради херметичността в гръдната кухина белите дробове пасивно следват стените на гръдния кош, който увеличава своя обем в резултат на съкращението на инспираторните междуребрени мускули и диафрагмата. Обратно, при издишването гръдната празнина се намалява понеже гръдния кош се връща (отначало пасивно от собствената си тежест) след разпускането на инспираторните междуребрени мускули и диафрагмата. Към края на едно нормално издишване се включва и съкращаването на експираторните мускули. За диафрагмата издишването изцяло е пасивен процес. При вдишване дихателните мускули трябва да преодолеят тежестта на гръдния кош, коремните органи, еластичните сили на алвеолите и въздухът, който се намира в тях и въздухоносните пътища.
Еластичното съпротивление е най-важният фактор, който определя механиката на дишането. Обемът на белия дроб се изменя най-бързо в края на вдишването, отколкото в началото и се намалява в края на издишването по-бързо, отколкото в началото на този процес. Енергията, която се изразходва за преодоляване на еластичното съпротивление, се фиксира като потенциална енергия, която ще влезе в действие по време на издишването под формата на кинетична енергия. Именно тя дава превес в интрапулмоналното налягане над атмосферното, за да се придвижи въздухът в обратна посока.
Към нееластичното съпротивление се отнася основно съпротивлението, което оказват въздухоносните пътища към въздушната струя. В местата на разклонение на дихателните пътища това съпротивление се усилва, поради образуването на вихрови турбулентни потоци. Нееластичното съпротивление на въздухоносните пътища е по-голямо в горната им половина и по-малко в долната, където сумарният просвет на напречното сечение е по-голям. По време на вдишване това съпротивление намалява, а по време на издишване се увеличава.
При вдишване гръдният кош се удължава и едновременно с това разширява. При човека се разширява от горе надолу, а при животните отпред назад в резултат на съкращението на диафрагмата. Това става като обърнатият и вдаден към гръдния кош купол на диафрагмата по време на съкращение се изправя, като изтласква назад коремните органи и придобива конусовидна форма.
При вдишване разширяването на гръдния кош в напречна посока се извършва от съкращението на външните междуребрени мускули. Сравнително най-важна роля от тях играе първият ребрен пръстен. Той е важен опорен пункт, тъй като е фиксиран почти неподвижно с ключицата и гръдната кост. При този процес върху всяко ребро от двете му страни действат два междуребрени мускула. При усилено вдишване участие вземат и мускули, които са прикрепени в единия край към предния ръб на ребрата, а с другия си край към гръбначния стълб и раменния пояс. Мускулите, участващи при вдишването имат по-голяма сила, отколкото мускулите, които участват при издишването. Това се дължи на факта, че при вдишване се преодолява сравнително по-голямо съпротивление. Вдишването е 1,5 пъти по-кратко от издишването. Мускулите, участващи в процеса на вдишване при човека са десет на брой, а тези които пряко участват при издишването са дванадесет на брой.
Актът на издишване започва с разпускането на външните междуребрени мускули и е пасивен. От друга страна действат и освободените вече потенциални еластични сили. В резултат на намаляването на гръдния кош междуребрените пространства се стесняват. Белият дроб не оказва съпротивление към тенденцията на намаляване на гръдния кош. Едва в края на издишването се включват и вътрешните междуребрени мускули. При издишването и диафрагмата също се връща към изходното си положение пасивно. Коремните органи изтласкани при вдишването се връщат обратно под влияние на еластичните сили на коремната преса. При това положение стените на нейния купол отново се вдават към гръдната кухина.
При издишването се извършват вокализацията при животните и речевите функции при човека.

### Тип на дишането
Типът на дишането се определя от степента на участие на различните мускули в дихателния процес. Ако участва предимно диафрагмата се говори за диафрагмен тип на дишане. В случаите, когато участват повече междуребрените мускули типът на дишане е костален или гръден. При човека като правило жената притежава костален тип на дишане, а мъжът – предимно абдоминален. По време на бременност типът на дишане при жената става изключително костален. Условията на работа също могат да окажат влияние върху типа на дишане. Пример за това е при жени, занимаващи се с физическа работа, придобиват смесен или абдоминален тип на дишане. Повечето животни имат смесен тип на дишане. При кучето например е костален, а при говедото е абдоминален.

### Честота на дихателните движения
Честотата на дихателните движения се определя от броя им за една минута. Зависи основно от интензивността на обмяната на веществата в организма, големината му, възрастта, физиологично състояние и други. Така например колкото по-малък е организмът, толкова по-усилена обмяна е нужно да се поддържа, а от там и по-чести дихателни движения. Младият организъм също е с по-висока обмяна. При усилена работа дихателните движения стават по-чести и задълбочени.
Промяната в нормалния дихателен ритъм (eupnoe) може да се дължи на различни причини. Известни са следните нарушени ритми:
- Polypnoe (полипное) – ускорено дишане.
- Tachypnoe (тахипное) – силно ускорено дишане.
- Hyperpnoe (хиперпное) – задълбочено дишане.
- Olygopnoe (олигопное) – забавено дишане.
- Dyspnoe (диспное) – затруднено дишане.
- Apnoe (апное) – спиране на дишането.

| Видове | Брой    | Видове | Брой    | Видове          | Брой      | Видове        | Брой    |
| Човек  | 10 – 18 | Кон    | 8 – 16  | Куче            | 10 – 30   | Говедо        | 10 – 30 |
| Котка  | 10 – 25 | Овца   | 10 – 20 | Коза            | 10 – 18   | Домашен заек  | 15 – 30 |
| Свиня  | 8 – 18  | Камила | 5 – 12  | Благороден елен | 8 – 16    | Кокошка       | 22 – 25 |
| Гълъб  | 50 – 70 | Плъх   | 50 – 70 | Мишка           | 100 – 150 | Морско свинче | 50 – 70 |
| ------ | ------- | ------ | ------- | --------------- | --------- | ------------- | ------- |

## Рефлекси на дихателната система
С дихателната механика са свързани и механизмите на някои от защитните рефлекси и други специфични рефлекси на организма. Такива са:
- Хълцането е нездравословен рефлекс, обикновено има за причина непроветрени помещения или сериозна липса на кислород в тях, и други. Участие в процеса на хълцане взема диафрагмата, която се съкращава рязко, с което се създава вдишване и проникване на въздух, което обаче произвежда характерния звуков ефект. Този рефлекторен процес се активира и от рефлекс на нормалната функция на коремните органи, които също регистрират липса на кислород в средата.
- Кашлицата има за цел изчистване на дихателните пътища. Предизвиква се от дразнене от микрочастици, например вдишан прах (произведен, вдигнат?) „от чужди тела“ [необходимо е уточнение] или за изхвърлянето на секрет, произведен при непрочистване на носа или дори при възпаление на мукозата на бронхите или ларинкса. Кихането и кашлянето се възпроизвежда чрез еднократна и едновременна силна реакция и на места контракция на респираторни (експираторни [необходимо е уточнение]) мускули. Рязкото увеличаване на интраплевралното налягане се последва от отваряне на глотиса за изхвърляне на воднисти течности и други. Така храчките се изхвърлят напред от предната част на трахеята, а и от устаната кухина навън, понякога с помощта на двигателния апарат на раменете.
- Кихане. При кихането често има раздразнемие на носа от алергени или дори прахови частици.

Това е експираторен рефлекс, чрез който се премахват нежеланите външни прахови и други алергенни частици, попаднали в носа или устната кухина. Чрез силна експирация заедно с въздушна струя и водна (капкообразна) струя се отхвърлят дразнещите частици или алерегени от носната кухина.

## Белодробно налягане
За да се реализира белодробната вентилация е необходимо да се създадат разлики във външното атмосферно налягане, интрапулмоналното и интраплевралното налягане. При вдишване въздухът се придвижва от среда с по-високо към среда с по-ниско атмосферно налягане. Равни стойности на атмосферното и интрапулмоналното налягане се установяват при завършена инспирация или експирация, а също така и при волево спиране на дишането. По отношение на съотношението между интрапулмонално и интраплеврално налягане то винаги е в полза на интрапулмоналното. Причината за тази разлика се дължи на бариерата от еластични сили на белия дроб. Широкият диапазон на възможностите на инспираторните и експираторните мускули позволява да се поддържа динамично равновесие при промени в интензивността на окислителните процеси. Когато се увеличава обемът на гръдния кош интраплевралното налягане се намалява. В този случай интрапулмоналното проявява стремеж към изравняване с интраплевралното. Срещу тази тенденция обаче противодействат еластичните сили на белия дроб, наречени са леснота „дондерсово налягане“. Колкото по-раздут е белия дроб и колкото по-разширен е гръдния кош, толкова по-голямо става противодействието на еластичните сили и толкова по-голяма е разликата между интрапулмоналното и интраплевралното налягане.
Това състояние на дихателния процес се създава непосредствено след раждането. Дотогава белият дроб съответства на гръдния кош. При раждането амниотичната течност се резорбира в лимфата, а една част се изхвърля през устата и носа. При първото дихателно движение гръдния кош се разширява и съответно увеличава и белият дроб, алвеолите се разтягат и капилярите около тях се запълват с кръв. При това движение предизвикано от повишената концентрация на въглена киселина след скъсване на кръвната връзка с майката, се създава особено състояние, което се запазва до края на живота – ребрата се фиксират към съответните ямки на гръбначния стълб и външните междуребрени мускули придобиват известен тонус. Така след първото дихателно движение гръдния кош се оказва по-голям от белия дроб. Това съответствие автоматично възбужда еластичните сили и следователно създава тази разлика между интраплевралното и интрапулмоналното налягане, която е главно условие за нормалната дихателна динамика. Това несъответствие по-късно се задълбочава, тъй като гръдния кош расте по-интензивно, отколкото белия дроб, като при животните тази разлика се стабилизира по-бързо отколкото при човека. Между атмосферното и интрапулмоналното налягане винаги съществува разлика при вдишване и издишване. При вдишване тя е в полза на атмосферното налягане, при издишване – в полза на интрапулмоналното. Между интраплевралното и интрапулмоналното налягане винаги съществува разлика, която при вдишване се увеличава, а при издишване се намалява, без да бъде заличена напълно.
Освен еластичните сили в същата посока действа и друг фактор, наречен сърфактънт. Той представлява повърхностноактивно вещество с липопротеидна природа (α-лецитин), което покрива вътрешната повърхност на алвеолите под формата на тънък молекулен слой. Този неразтворим във вода фосфолипид се образува от митохондриите на алвеоларния епител. Той намалява повърхностното напрежение на водните капчици, които покриват вътрешния слой на алвеолите. По този начин оказват противодействие при свиването на алвеолата и пречат това да стане докрай. При вдишване молекулите на сърфактънта не са плътно прилепени, което усилва повърхностното напрежение на водните капчици. При издишване молекулите прилягат плътно една към друга, с което се намалява повърхностното напрежение на течността над тях. Това пречи на слепването на алвеолите и спомага за запазването на остатъчния въздух в тях. Сърфактънтът пречи при преразширението на алвеолите, а също поощрява и пропускливостта на газовете през тях. Така изходното състояние на дихателната динамика е постоянното съхранение на алвеоларния лумен. Сърфактънтът се образува още в ембрионалното развитие и в случай, че той липсва у новородените алвеолите остават слепени (ателектаза).
Наличието на еластични сили и сърфактънт са причина белият дроб винаги да бъде раздут, в случай и на най-дълбоко издишване. Действието на тези сили може експериментално да бъде отстранено, чрез пробиване на стената на гръдния кош. По този начин се предизвиква пневмоторакс.
Отрицателното налягане оказва влияние върху функцията на други органи. То оказва влияние върху предсърдията и големите вени. От друга страна, диафрагмата при изтласкване на коремните органи по време на вдишване спомага за оттичане на венозната кръв към празната вена. Обратно, при издишване повишаването на интраплевралното налягане облекчава сърцето при неговата систола. Тези влияния не се отразяват съществено върху кръвното налягане поради по-бързата смяна на фазите на сърдечната дейност от честотата на дишането.

## Изследвания и опити
Изследвания с опитни животни показват, че пълно прекъсване на дихателната дейност настъпва при структурни поражения в четвъртата мозъчна камера или при пререз между продълговатия и гръбначния мозък, при което булбарния център се откъсва от ядрото на диафрагмалния нерв. Булбарният център се простира напред от ядрото на n.facialis и назад до calamus scriptorius, двустранен е както в анатомично, така и във функционално отношение. В същото време той притежава функционално две части: център на вдишване и център на издишване. Над булбарния център се намира апнеистичният център, който удължава вдишването и скъсява издишването.
Пневмотаксичният център е разположен в областта на парабронхиалните ядра. Той организира и насочва нормалния ритъм към дишане с форсирани двигателни движения и не участва в саморегулацията на булбарния център. Въпреки това обаче е съединен с центъра посредством низходящи и възходящи пътища, поради което му оказва пряко влияние. Пневмотаксичният център е също анатомично и функционално двустранен. Неговите центрове на вдишване и издишване се намират в отношение на обратна връзка със съответните центрове на булбарния център. При експериментално изключване на този център в случай на задъхване, дишането се ускорява.
Междинния мозък също носи представителство на дихателния център, чрез който може да се повлияе върху трофиката на дихателните центрове чрез вегетативна симпатикова инервация. Така междинния мозък оказва влияние върху съкращаването на гладката мускулатура на бронхите, а също така и на пропускливостта на капилярите. Това става, когато двигателната функция се въвлича в механизмите на терморегулацията. Промените, които настъпват по време на силни психични преживявания и емоционални състояния, се осъществяват чрез междинния мозък и по-точно от неговата хипоталамична област.
Кората на главния мозък изпълнява най-висшия контрол на дихателната дейност. Коровото повлияване има пусково значение, доколкото чрез него може да бъде прекратена или форсирана дихателната дейност волево, това влияние може да бъде и коригирано чрез формирането на временните условни връзки при изграждането на условни дихателни рефлекси.

## Регулация на дишането
Дишането може да се регулира с дихателни упражнения или с друг вид леки тренировки, които имат за цел регулация на дишането.

## Дишане при космически и други екстремни условия
В космическата медицина, дишането е централна тема.
Това обуславя поддържането на запаси от кислород и кислородни и други дихателно адаптирани бутилки (медицински и за летене в космоса).
При висшите животни (първо лети в космоса кучето Лайка), ако има недостатъчно (не съществуват никакви [необходимо е уточнение]) запаси от кислород може да се премине към друг вид адаптиране на дишането, при което все пак се вдишват определени по състава и вида ди газове, и в тези случаи те разчитат и на това количество, което приемат от атмосферния въздух, плюс подпомагано дишане с бутилки кислород (виж космическа медицина).
Състояния
Все пак трябва да се има предвид, че недостатъкът от кислород в организма се нарича хипоксия, а при по-продължителна хипоксия това може да достигне определени органи и тъкани. Все пак трябва да се има предвид, че повечето състояния на хипоксия, при наличие все пак на достъпни запаси от кислород и добро здравословно състояние, както и наличие на адаптирана и комуникационно подпомагана медицинска помощ (от лекарски екипи) е лесно обратим процес, който не води до усложнения. Повечето космонавти са обучени да боравят с бутилки кислород, така че да минимализират липсата му при пребиваване в космоса.
Съответно лекарите различават няколко вида хипоксия, с цел да се намесват при отчитане на индикации:
- Дихателна хипоксия (космическа медицина). Хипоксия при високи надморски височини след дълго вдишване на раьреден студен въздух.

Кислородната недостатъчност напр. се получава в алпинизма при изкачване на много големи надморски височини или в космическата медицина при намаляване на количеството на кислорода в (обикновено малки) затворени пространства. И в двата случая трябва да се търсят бутилки кислород или други кислородни източници, като например в алпинизма спиране н изкачването и връщане на алпинистите, а в космическата медицина полет или придвижване до помещения с кислородни резерви, обратен полет до Земята.
- Тежки форми на ранно детска анемия като раково състояние, анемия и анемична хипоксия при влошена напреднала анемия. При напреднала онкологично отчетена анемия и анемична хипоксия, кислородният капацитет намалява поради недостиг на хемоглобин. Получава се при кръвозагуба, различни анемии и качествени промени на хемоглобина.
- Токсикология: отравяне с вещества или тежки отравяния с гъби. В токсикологията силна хипервентилация и частична хипоксия. При токсични състояния се наблюдава силна или учестена хипервентилация с редки периоди на хипоксия, които са показателни за наличие на отравяне. Само при силни отравяния с гъби се очаква хипоксия без особена хипервентилация, но това са много редки случаи и често са съпровождани от алкохолно състояние, което пречи на хипервентилацията.

Получава се при поглъщането и въздействие (ако няма повръщане, заради което то понякога се стимулира) на силно токсични вещества или растения, ухапвания и отрови на змии директно върху кръвоносна система, от което реакцията на дихателната система. Всъщност хипервентилацията и дори хипоксията най-често предхождат повръщането и дори са негови симптоми в токсикологията.
При недостиг на кислород в спешната медицина е необходимо обдишване или интубация.
Пълнотопрекратяване на достъпа на кислород до организма в алпинизма се нарича аноксия.

## Тренировки и дихателна регулация
При започване на работа на дихателната система (напр. при раждане на животните) те първо с дишането издават характерните за вида звуци. Невинаги има непосредствена функционална готовност. Поради тази причина може да се получи непълноценно задоволяване на организма с кислород. Това води до натрупване на млечна киселина в мускулите, която дразни рецепторите на някои рефлексогенни зони. Получава се добре изразен задух, наречен „мъртва точка“. Състоянието се нарича кислороден дълг и се запазва докато дишането и сърдечната дейност не достигнат онова работно ниво, което отговаря на нарасналите нужди на организма от кислород.

## Респираторна адаптивност
Респираторна адаптивност е съвременен критерий въведен в английски език (Respiratory adaptation), базиран на изследванията за адаптация на дишането в космоса и други специфични условия, правени у нас и на други места.

## Състав на въздуха и атмосферна химия
Информация за състава на въздуха има онлайн, както и на някои табели в София .
Макар че в България има тенденцията тези статистики и данни да будят „тревожност“ в действителност като цяло, в България съставът на въздуха не е толкова опасен, колкото в някои производствени региони на Китай, например.

## Патология на дишането
Външното дишане обхваща процесите, свързани с газообмена между вдишания въздух и кръвта, достигаща до алвеолите. Нормалното протичане на газообмена се дължи на три основни процеса – вентилация на алвеолите, дифузия на газовете през алвеолно-капилярната мембрана и перфузия на алвеолите, която отразява количеството на протичащата през тях кръв. Между трите процеса съществува пряка зависимост и нарушението на един от тях, води до нарушения и в останалите. Така се намалява ефективността на външното дишане и се предизвиква дихателна недостатъчност. Това понятие обединява няколко състояния, при които нормалният газов състав на кръвта е нарушен и се появява задух.
Дихателната недостатъчност се дължи предимно в нарушения на вентилацията на белите дробове като в тези случаи се говори за вентилационна недостатъчност. Когато са засегнати процесите на дифузия на газовете и циркулацията на кръвта в белите дробове, състоянието се нарича белодробна недостатъчност. Ето защо понятието дихателна недостатъчност включва в себе си вентилационната и белодробната недостатъчност. То отразява общата недостатъчност на дишането и отражението му върху белите дробове, сърдечно-съдовата система, кръвта и нервно-хуморалните и тъканните механизми на регулация.

### Етиология на дихателната недостатъчност
- Нервно-регулаторни нарушения. Дихателният център в продълговатия мозък и пневмотаксичният център във варолиевия мост контролират дишането под влияние на нервни импулси идващи от кората на главния мозък, хипоталамуса и периферната нервна система. Нарушенията на всяко едно от тези звена изменя характера на импулсите и променят възбудимостта на двата центъра. Пораженията на ЦНС могат да се изразяват в склероза и спазъм на кръвоносните съдове и кръвоизливи в мозъка, енцефалити, черепномозъчни травми, едем или токсични увреждания на мозъка, притискане от растящи тумори и други.
- Нарушения в дихателните пътища. Свеждат се до намаляване на проводимостта им или до пълното им запушване. Така се затруднява или спира достъпът на въздух до белите дробове. Такива нарушения са например засядане на храна в областта на ларинкса, парализа на възвратния нерв, изкривяване на носните прегради, оток на глотиса, тумори, възпаление на лигавицата на дихателните пътища, спазъм на бронхите и други патологични процеси. Нарушенията на функцията на ресничестия епител на трахеята води до забавени движения на ресничките. Така образуваната слуз от клетките се изтласква навън с по-бавна скорост, натрупва се в трахеята и затруднява вентилацията.
- Нарушение на функцията на гръдния кош.
- Нарушение на функцията на дихателната мускулатура.
- Нарушение на функцията на плеврата и плевралните кухини.
- Структурно-функционални нарушение в алвеолите.

### Механизми на дихателната недостатъчност
- Нарушения в белодробната вентилация.
  - Хипервентилация.
  - Хиповентилация.
  - Неравномерна вентилация.
- Нарушения в дифузията на газовете.
- Нарушения в циркулацията (перфузия) на кръвта в белите дробове.

### Форми на променено дишане
- Задух.
  - Експираторен задух.
  - Инспираторен задух.
- Периодично дишане.
  - Чейн-Стоксово дишане.
  - Биотово дишане.
  - Кусмаулово дишане.
- Агонално дишане.
- Задушаване.

## Дишане при растенията
Болшинството от растенията в светлата част на денонощието произвеждат кислород, но през нощта в клетките се наблюдава обратен процес на поглъщане на кислород в процеса на дишане. Ето защо в тъмните части на денонощието в жилищни помещения със саксийни растения нивото на кислород значително спада за сметка на произведения въглероден диоксид.
При нормални условия дишането се наблюдава във всички части на денонощието, просто през деня продукцията на кислород от растенията при фотосинтезата надвишава употребата му при дишането. Подобно на животните клетъчното дишане протича по аналогичен начин в специални митохондрии в клетката.
Общите принципи на организация в процеса на дишане на молекулно ниво при растенията и животните са сходни. Разликата е при това, че растенията са неподвижни и техния метаболизъм е длъжен да се съобразява с изменящите се условия на външната среда. Поради тази причина клетъчното дишане при растенията има и някои особености като допълнителен път на окисление и наличието на допълнителни ензими. Газообменът с външната среда се осъществява през устицата и цепнатините в кората на дърветата.

## Интересни факти
- Интензивността на дишането се обуславя и от вида, разновидността и силата на биологичните процеси, извършващи се в организма на животните или в живата материя в микробиологията.

В ботаниката: например при растенията пъпките и семената дишат съвсем слабо, а по време на цъфтеж дишането е най-силно.
- Растеж и развитие на дихателната система

Дихателната система се развива при растежа на животните, през пуберитета животните достигат двигателна самостоятелност, заедно с развиването на устойчивост на гръдния кош.
ННе е напълно вярно, че най-младите клетки имат изявено дишане, такова се постига при известна зрялост на клетката или организма.
При пълна устойчивост на дишането, животните могат да извършват разнородни дейности, като напр. да обикалят ареала си, когато са в дивата природа. Животните най-често извършват регулация на дишането си, когато се охлаждат до водоизточниците.
- Зрелите животни имат добре развит гръден кош.
- При по-застарелите животни, може да се наблюдават някои особености на процеса дишане, като неговото относително намаляване.
- Друг вътрешен фактор е количеството и състава на органични вещества, минерални соли, количеството на водата и кислорода в тялото.
- Дишането се извършва най-бързо при оптимална температура. Тя е различна при различните видове. При повишаване или намаляване на оптималната температура, се забавя процеса. Всеки вид организъм има долна и горна граница на температурата, след която дишането спира (над 45 °C белтъчините на цитоплазмата коагулират и организма умира).
- Друг външен фактор е светлината. Тя влияе косвено.

Дишането се извършва в митохондриите на живата клетка, които са налице както в животните, така и в растенията и във всяко живо същество. Освободената енергия способства за движението на веществата, на отделните органи и целият организъм.